# Eggjarrók
Eggjarrók è un rilievo alto 421 metri sul mare situato sull'isola di Hestur, appartenente all'arcipelago delle Isole Fær Øer, in Danimarca.